# Албрехт Фугер фон Кирхберг-Вайсенхорн
Албрехт Фугер фон Кирхберг-Вайсенхорн (на немски: Albrecht Fugger Graf zu Kirchberg und Weissenhorn; * 17 ноември 1624; † 10 ноември 1692, Кирхберг) е граф на Фугер-Вайсенхорн.

## Произход
Той вторият е син на граф Хуго Фугер фон Кирхберг-Вайсенхорн (1589 – 1627) и съпругата му фрайин Мария Юлиана Фьолин фон Фрикенхаузен (1594 – 1653), дъщеря на Карл Фьолин фон Фрикенхаузен, господар на Илертисен (1562 – 1599) и Мария Рот фон Бусмансхаузен (1569 – 1618). По-големият му брат е Карл Филип Фугер фон Кирхберг-Вайсенхорн (1622 – 1654).

## Фамилия
Първи брак: на 8 август 1650 г. във Вайсенхорн с графиня Мария Франциска Фугер фон Кирхберг-Вайсенхорн (* 8 юни 1629; † 12 юли 1673, погребана в Дитенхайм), дъщеря на граф Ото Хайнрих Фугер фон Кирхберг-Вайсенхорн (1592 – 1644) и фрайин Мария Елизабет фон Валдбург-Цайл († 1660). Те имат 18 деца:
- Парис Георг Фугер-Кирхберг-Вайсенхорн (* 22 юни 1651; † 4 януари 1689, Кирхберг), женен на 25 февруари 1671 г. за графиня Анна Елеонора фон Кьонигсег-Аулендорф (* ок. 1646; † 29 ноември 1715), дъщеря на граф Йохан Георг фон Кьонигсег-Аулендорф († 1666) и графиня Елеонора фон Хоенемс (1612 – 1675); нямат деца
- Хуго Ото Фугер фон Кирхберг-Вайсенхорн (1652 – 1652)
- Фердинанд Зигизмунд Фугер фон Кирхберг-Вайсенхорн (* 20 февруари 1654, Дилинген; † 1655)
- Йохан Едуард Фуггер Фугер фон Кирхберг-Вайсенхорн (1655 – 1655)
- Фердинанд Евзебиус Фугер фон Кирхберг-Вайсенхорн (1656 – 1656)
- Мария Елеонора Фугер фон Кирхберг-Вайсенхорн (* 22 май 1657; † 16 декември 1658)
- Мария Елизабет Фугер фон Кирхберг-Вайсенхорн (1658 – 1659)
- Мария Виктория Фугер фон Кирхберг-Вайсенхорн (* 14 май 1659; † 17 май 1706, Вайсенхорн)
- Виктор Леополд Фугер фон Кирхберг-Вайсенхорн (* 1660; † 23 юли 1670, Минделхайм)
- Франц Зигмунд Йозеф Фугер фон Кирхберг-Вайсенхорн (* 13 ноември 1661; † 10 юли 1720, Вайсенхорн), женен на 8 юни 1691 г. за графиня Мария Анна фон Мугентал (* 1666; † 24 юли 1721, Ваал), дъщеря на граф Конрад Зигмунд фон Мугентхал, господар на Ваал († 1690) и графиня Анна Маргарета Фугер фон Нордендорф-Кирхберг-Вайсенхорн (1640 – 1687); имат трима сина
- Ото Херман Игнац Фугер фон Кирхберг-Вайсенхорн (1663 – 1670)
- Франц Фердинанд Антон Фугер фон Кирхберг-Вайсенхорн (1664 – 1664)
- Франц Антон Фугер фон Кирхберг-Вайсенхорн (* 5 април 1664)
- Анна Йохана Франциска Фугер фон Кирхберг-Вайсенхорн (* 5 август 1665, Вайсенхорн; † 1700)
- Тибериус Алберт Фугер фон Кирхберг-Вайсенхорн (* 31 август 1666; † 30 май 1710, Колмар)
- Ида Магдалена Терезия Фугер фон Кирхберг-Вайсенхорн (1669 – 1671)
- Бонавентура Фугер фон Кирхберг-Вайсенхорн (* 12 юли 1673; † 11 февруари 1698)
- Кристофх Антон Фугер фон Кирхберг-Вайсенхорн (1673 – 1673)

Втори брак: на 5 август 1674 г. с Мария Доротея фон Шаумбург (* пр. 11 януари 1642; † 18/28 септември 1691), вдовица на Йохан Фридрих Рюдт фон Бодигхайм, дъщеря на Йохан Райнхард фон Шауенбург-Беленщайн и Анна Валбурга Бон фон Вахенхайм. Те имат седем деца:
- Йохан Леополд Алберт Фугер фон Кирхберг-Вайсенхорн (* 15 юли 1675; † 16 август 1676)
- Ева Терезия Антония Франциска Фугер фон Кирхберг-Вайсенхорн (*/† 28 март 1678)
- Мария Елеонора Франциска Фугер фон Кирхберг-Вайсенхорн (* 30 януари 1679; † 2 февруари 1679)
- Алберт Антон Фугер фон Кирхберг-Вайсенхорн (* 1683)
- Йохан Лудвиг Фугер фон Кирхберг-Вайсенхорн († 1730)
- Антон Руперт Кристоф Фугер фон Кирхберг-Вайсенхорн (* 26 януари 1683, Инсбрук; † 22 септември 1746, Аугсбург), женен на 12 август 1710 г. за графиня Мария Анна Антония фон Велшперг-Примьор (* 27 януари 1683; † 1770); нямат деца
- дете